# Список доминантных и рецессивных признаков человека
Несколько наследственных признаков человека могут служить классическими примерами законов наследственности Менделя : их наличие контролируется единым геном, который может быть аутосомно-доминантным или рецессивным типом. Люди, унаследовавшие по крайней мере один доминантный ген от родителя, обычно имеют доминантную форму соответствующего признака. Вместо этого рецессивный фенотип имеют люди, которые от обоих родителей получили рецессивный ген.
Такой способ подражания предполагает, что ребёнок родителей с рецессивным фенотипом также будет проявлять рецессивный фенотип. В том случае, когда такое проявление не имеет места, это может служить показателем (но не доказательством) того, что один из родителей не может быть биологическим отцом ребёнка.
Это также значит, что рецессивный фенотип теоретически может «пропустить» произвольное количество поколений перед его проявлением, оставаясь незадействованным у гетерозиготных особей до тех пор, пока они не встретят кого-либо имевшего рецессивный ген и оба они не передали бы его ребёнку.

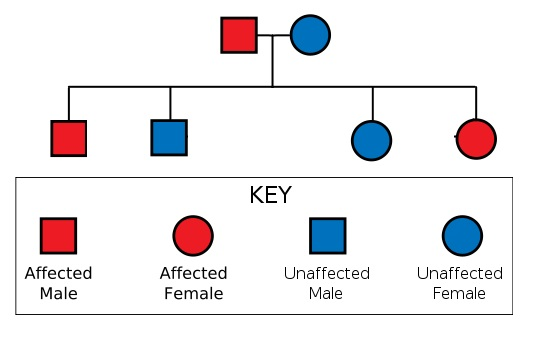
Вероятность наследования 50 на 50.

Аутосомно-доминантный

Серповидно-клеточная болезнь наследуется по аутосомно-рецессивному типу. Если оба родителя имеют серповидно-клеточный признак (носительство), то у ребенка есть 25 % вероятность заболеть серповидно-клеточной болезнью (красный значок), 25 % что не несут никаких серповидно-клеточных аллелей (синий значок), а 50 % имеют гетерозиготное состояние (носительство).

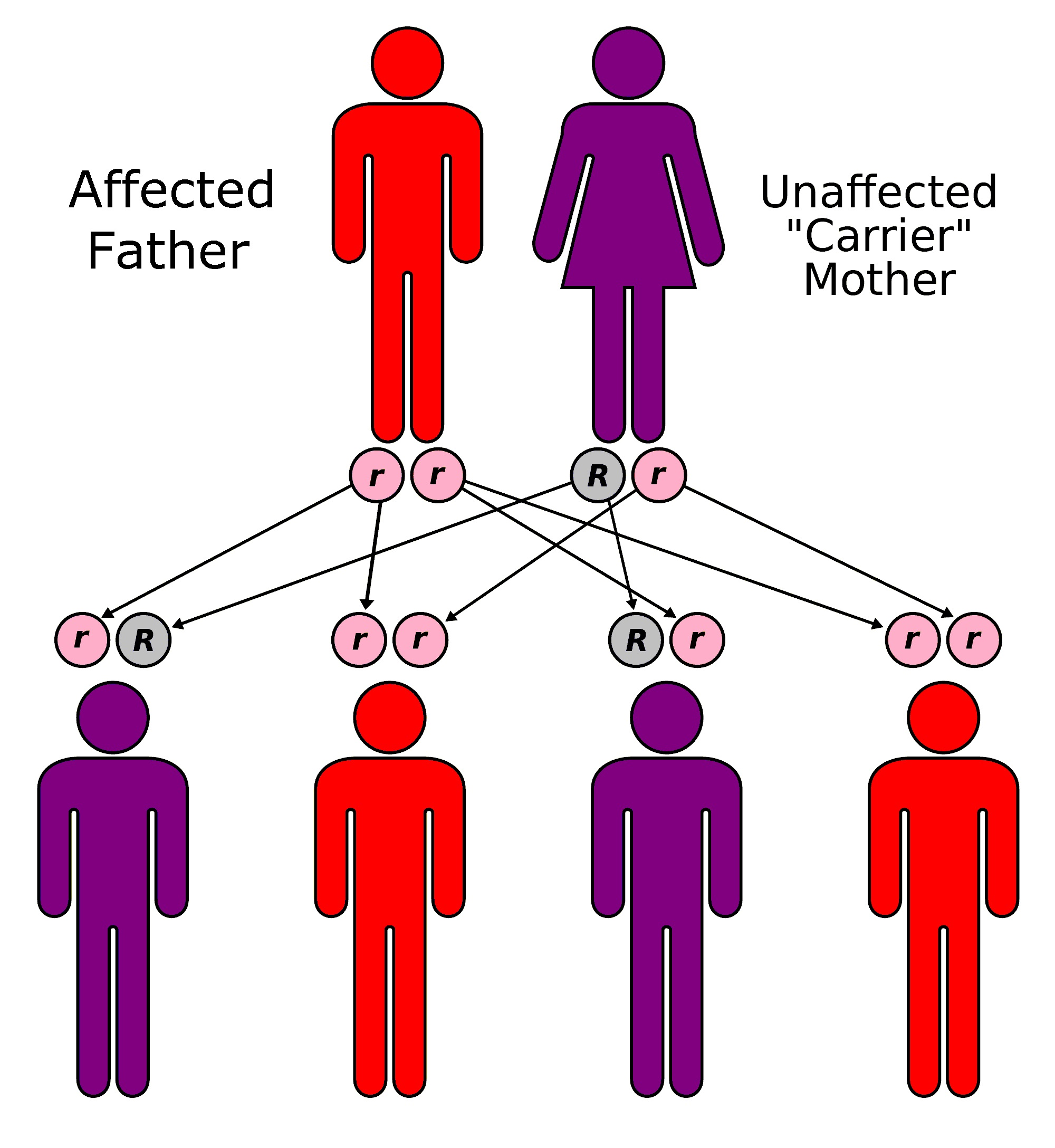
Если у одного из родителей серповидно-клеточная анемия, а у другого - серповидно-клеточный признак, то вероятность того, что у ребенка будет серповидно-клеточная болезнь, составляет 50 %, а вероятность того, что у него будет серповидно-клеточный признак - 50 %..

Пример кодоминантного наследования некоторых из четырех групп крови.

## Менделевские признаки
К менделевским признакам человека относятся:
- альбинизм
- вдовий пик
- веснушки
- свободные или закреплённые мочки уха
- влажная или сухая ушная сера
- группа крови
- резус-фактор
- способность чувствовать фенилтиокарбамид
- брахидактилия (короткопалость)
- полидактилия (лишние пальцы)
- разделённый подбородок
- «Хичхайкеров палец» («палец автостопера», англ. hitchhiker's thumb )
- ямочки на щеках

## Другие  признаки
Некоторые признаки долгое время считались менделевскими, однако их механизм наследования, по идее, основывается на более сложной генетической модели и, возможно, задействует более одного гена. К ним относятся:
- цвет волос
- цвет глаз
- палец Мортона
- скручивание языка

Некоторые из неменделевских признаков до сих пор рассматриваются как менделевские в программе изучения основ генетики.